# Iraurgi Saski Baloia
El Iraurgi Saski Baloia, también conocido como Biele ISB por motivos de patrocinio, es un equipo de baloncesto español con sede en la ciudad de Azpeitia, (Guipúzcoa), que compite en Segunda FEB (anteriormente denominada LEB Plata), la tercera división del baloncesto español. Es el equipo vinculado del Gipuzkoa Basket de Primera FEB .
Su equipo femenino, conocido como Domusa Teknik ISB por motivos de patrocinio, participa en la Liga Femenina Challenge, la segunda división del baloncesto femenino nacional.

## Historia
Fundado en 1975, el nombre de Iraugi es el del antiguo valle que comprende las actuales localidades de Azpeitia y Azcoitia. Hasta 2005 el primer equipo masculino compitió en las ligas provinciales de Guipúzcoa, y en la temporada 2005-06 asciende a la liga EBA. El club creció en la liga y en 2009 se clasificó por primera vez para la Fase final de ascenso a la LEB Plata, logrando el ascenso en su segundo intento, en 2010. Tras seis temporadas, consigue el campeonato de la Liga LEB Plata 2016-17, logrando el primer ascenso de la historia a la LEB Oro. Tras el descenso al año siguiente,  y tres años después vuelve a conseguir el título de la Liga LEB Plata 2021-22, ascendiendo de nuevo a LEB Oroy permaneciendo en la segunda categoría del baloncesto dos temporadas. Entre ambos ascensos el club consiguió dos veces la Copa LEB Plata en los años 2019 y 2020.
En 2015, tras competir varios años en las ligas autonómicas, el equipo femenino consigue el ascenso a Liga Femenina 2, pero por un defecto de forma en la inscripción queda fuera de la categoría.Finalmente logra una plaza vacante, pero en la categoría superior, la Liga Femenina.Tras el descenso el año siguiente a Liga Femenina 2 y tras seis temporadas logra el ascenso a la recién creada Liga Femenina Challenge 2021-22, segundo nivel del baloncesto femenino permaneciendo durante dos temporadas.
En la temporada 2023-24 el equipo femenino consigue el título de la Liga Femenina 2 y asciende por segunda vez a la Liga Femenina Challenge.

## Denominaciones
| Equipo Masculino - Lan Mobel ISB (-2012) - Azpeitia Azkoitia ISB (2012-2014) - Sammic ISB (2014-2018) - Juaristi ISB (2018-2024) - Biele ISB (2024-) |  | Equipo Femenino - Añares Rioja ISB (-2020) - Azkoitia Azpeitia ISB (2020-2022) - Domusa Teknik ISB (2022-) |

## Trayectoria
| Temp.   | Nivel | División    | Pos. | Postemporada         | TR    | PO    | Copa           | Copa |
| ------- | ----- | ----------- | ---- | -------------------- | ----- | ----- | -------------- | ---- |
| 2005-06 | 4     | Liga EBA    | 10.º | –                    | 14–16 | –     | –              | –    |
| 2006-07 | 4     | Liga EBA    | 9.º  | –                    | 13–13 | –     | –              | –    |
| 2007-08 | 5     | Liga EBA    | 6.º  | –                    | 18-12 | –     | –              | –    |
| 2008-09 | 5     | Liga EBA    | 1.º  | Fase final (13.º)    | 23-5  | 0-3   | –              | –    |
| 2009-10 | 4     | Liga EBA    | 2.º  | Ascenso (2.º)        | 20-6  | 3-1-2 | –              | –    |
| 2010-11 | 3     | LEB Plata   | 15.º | Descenso             | 8-20  | –     | –              | –    |
| 2011-12 | 3     | LEB Plata   | 9.º  | Cuartos final (9.º)  | 12-12 | 1-2   | –              | –    |
| 2012-13 | 3     | LEB Plata   | 7.º  | Cuartos final (8.º)  | 10-10 | 1-1   | –              | –    |
| 2013-14 | 3     | LEB Plata   | 10.º | –                    | 10-14 | –     | –              | –    |
| 2014-15 | 3     | LEB Plata   | 12.º | –                    | 9-19  | –     | –              | –    |
| 2015-16 | 3     | LEB Plata   | 2.º  | Cuartos final (6.º)  | 19-7  | 1-2   | –              | –    |
| 2016-17 | 3     | LEB Plata   | 1.º  | Ascenso (1.º)        | 23-7  | –     | –              | –    |
| 2017-18 | 2     | LEB Oro     | 17.º | Descenso             | 12-22 | –     | –              | –    |
| 2018-19 | 3     | LEB Plata   | 10.º | –                    | 19-15 | –     | –              | –    |
| 2019-20 | 3     | LEB Plata   | 11.º |                      | 14-11 | –     | Copa LEB Plata | C    |
| 2020-21 | 3     | LEB Plata   | 1.º  | Ascenso (1.º)        | 21-5  | 2-0   | Copa LEB Plata | C    |
| 2021-22 | 2     | LEB Oro     | 15.º | –                    | 13-21 | –     | –              | –    |
| 2022-23 | 2     | LEB Oro     | 17.º | Descenso             | 8-26  | –     | –              | –    |
| 2023-24 | 3     | LEB Plata   | 9.º  | –                    | 11-15 | –     | –              | –    |
| 2024-25 | 3     | Segunda FEB | 8.º  | Octavos final (15.º) | 13-13 | 0-2   | Copa España    | FG   |
| 2025-26 | 3     | Segunda FEB |      |                      |       |       |                |      |

| Temp.   | Nivel | División           | Pos. | Postemporada        | TR    | PO  |
| ------- | ----- | ------------------ | ---- | ------------------- | ----- | --- |
| 2010-11 | 4     | 2ª División Fem    | 1.º  | Ascenso             | –     | –   |
| 2011-12 | 3     | 1ª División Fem    | 10.º | –                   | –     | –   |
| 2012-13 | 3     | 1ª División Fem    | 11.º | –                   | –     | –   |
| 2013-14 | 3     | 1ª División Fem    | 4.º  | –                   | –     | –   |
| 2014-15 | 3     | 1ª División Fem    | 2.º  | Ascenso             | –     | –   |
| 2015-16 | 1     | Liga Femenina      | 14.º | Descenso            | 2-24  | –   |
| 2016-17 | 2     | Liga Femenina 2    | 11.º | –                   | 10-16 | –   |
| 2017-18 | 2     | Liga Femenina 2    | 8.º  | –                   | 14-12 | –   |
| 2018-19 | 2     | Liga Femenina 2    | 3.º  | Fase final (6.º)    | 18-8  | 1-2 |
| 2019-20 | 2     | Liga Femenina 2    | 9.º  | –                   | 8-13  | –   |
| 2020-21 | 2     | Liga Femenina 2    | 5.º  | Ascenso             | 16-10 | –   |
| 2021-22 | 2     | Liga Fem Challenge | 14.º | –                   | 9-21  | –   |
| 2022-23 | 2     | Liga Fem Challenge | 15.º | Descenso            | 10-20 | –   |
| 2023-24 | 3     | Liga Femenina 2    | 3.º  | Ascenso (1.º)       | 19-7  | 4-0 |
| 2024-25 | 2     | Liga Fem Challenge | 7.º  | Cuartos final (7.º) | 18-12 | 0-2 |
| 2025-26 | 2     | Liga Fem Challenge |      |                     |       |     |

## Palmarés
| Equipo Masculino - LEB Plata: (2) - 2016-17 - 2020-21 - Copa LEB Plata: (2) - 2019 - 2020 - Euskal Kopa LEB: (3) - 2014 - 2019 - 2020 |  | Equipo Femenino - Liga Femenina 2: (1) - 2023-24 - Euskal Kopa Fem 2: (2) - 2021 - 2022 |

## Jugadores destacados
| - Ivan Cubela - Aleksandar Marcius - Jaromir Fohler - Rigoberto Mendoza - Alex Arcelus - Ander Arruti - Alex Astigarraga - Beñat Barberena - Marcos Casado - Sergio de la Fuente - Asier De la Iglesia - Joseba Ibargutxi - Guillermo Justo - Lander Lasa - Mikel Motos - Antonio Pantín - Edgar San Epifanio - Beñat Garmendia |  | - Víctor Serrano - Fede Uclés - Aitor Zubizarreta - Kevin Vaccarin - Devon Peltier - Paulius Vaitiekūnas - Gediminas Žylė - Nikolas Skouen - Pape Amadou Sow - Reginald Bratton - Derrick Crayton - Brandon Garrett - Kareem Johnson - Lance Kearse - Michael Mayer (baloncestista) - David Nurse - Tyler Olander |  | - Anthony Paez - Enrico Tucker - Fao Giovannoni - Hesham Taman - Jordan Semple - Chris Mortellaro - Olasumbo Atoyebi - Ike Okoye - Manny Suárez - Ibón Guridi - Deion Bute - Andraz Kavas - Kevin Buckingham - Pavel Savkov - Ondrej Hanzlik |